# Sala Sporturilor Mihai Viteazu
Sala Mihai Viteazu este o arenă acoperită din București, România. Cel mai mare beneficiar al său este clubul de baschet masculin Steaua CSM EximBank București, dar sala mai este folosita de Volei Steaua București și de Știința București Baschet.